# Paratriaenops
Paratriaenops és un gènere de ratpenats de la família dels rinonictèrids.
En el passat, les tres espècies que formen aquest gènere pertanyien al gènere Triaenops, però estudis de finals de la dècada del 2000 i principis de la del 2010 confirmaren que formaven un grup propi.